# Morterone
Morterone es un municipio italiano que sólo tiene 36 habitantes y se halla en la provincia de Lecco. 
En Morterone hay una iglesia, pero faltan escuelas y los niños tienen que irse a Ballabio o a Lecco en bus o en coche. Ballabio es el pueblo más cercano, pero dista unos 15 km y la carretera es tortuosa.

## Población
Morterone fue por muchos años el municipio menos poblado de Italia. Desde el 2007 pasa a ser Pedesina, en la provincia de Sondrio.

## Evolución demográfica
| Gráfica de evolución demográfica de Morterone entre 1861 y 2001 |
|                                                                 |
| Fuente ISTAT - elaboración gráfica de Wikipedia                 |